# 大分市立東稙田小学校
大分市立東稙田小学校（おおいたしりつ ひがしわさだしょうがっこう）は、大分県大分市田尻にある公立小学校である。

## 概要
大分市南部の稙田地区に明治時代に開校した歴史ある学校である。
1970年代には稙田地区の人口増加に伴って生徒数が急増し、本校の通学区からは大分市立敷戸小学校、大分市立寒田小学校、大分市立田尻小学校、大分市立鴛野小学校（本校から分離した敷戸小学校から分離）と、多数の小学校が分離した。

## 沿革

### 寒田尋常小学校
- 1877年（明治10年）11月 - 大字寒田字川筋通りで東学校として開校。
- 1883年（明治15年）4月 - 寒田学校に改称。
- 1886年（明治19年） - 寒田尋常小学校に改称。

### 東稙田尋常高等小学校 - 東稙田小学校
- 1887年（明治20年） - 稙田村の玉沢学校より分離し、大字田尻に田尻尋常小学校として開校。
- 1913年（大正2年）4月 - 東稙田村立東稙田尋常高等小学校に改称。
- 1917年（大正6年）7月31日 - 寒田尋常小学校を統合。
- 1921年（大正10年）3月10日 - 大字光吉小原に新築移転。
- 1921年（大正10年）12月14日 - 失火により校舎全焼。
- 1922年（大正11年）10月31日 - 大字田尻に新築移転。
- 1941年（昭和16年）4月 - 東稙田村立東稙田国民学校に改称。
- 1947年（昭和22年）4月 - 東稙田村立東稙田小学校に改称。
- 1955年（昭和30年）2月 - 東稙田村等が合併し大分村になったことに伴い、大分村立東稙田小学校に改称。
- 1957年（昭和32年）4月 - 大分村の町制施行に伴い、大分町立東稙田小学校に改称。
- 1963年（昭和38年） 4月 - 大分町等が合併し大分市になったことに伴い、大分市立東稙田小学校に改称。
- 1972年（昭和47年）4月 - 大分市立敷戸小学校が分離。
- 1978年（昭和53年）4月 - 大分市立寒田小学校が分離。
- 1980年（昭和55年）4月 - 大分市立田尻小学校が分離。

## 通学区域
光吉の一部、宮崎の一部、田尻の一部、下宗方の一部
全域が、大分市立稙田南中学校の通学区域であり、本校の卒業生の多くは稙田南中学校に進学する。かつては、大分市立稙田中学の通学区域であったが、同校から稙田南中学校が分離した際に、稙田南中学校の通学区域となった。